# 賈斯汀·羅伯斯

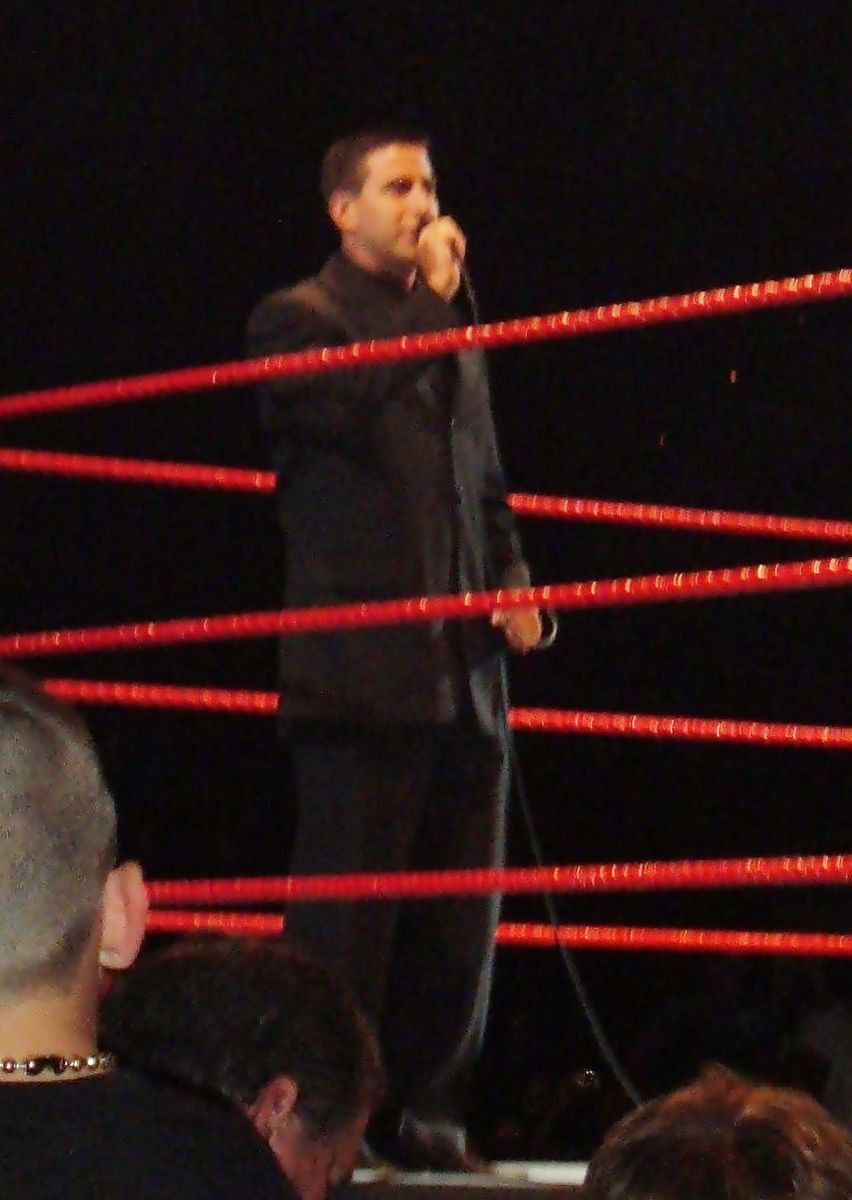
賈斯汀·羅伯斯

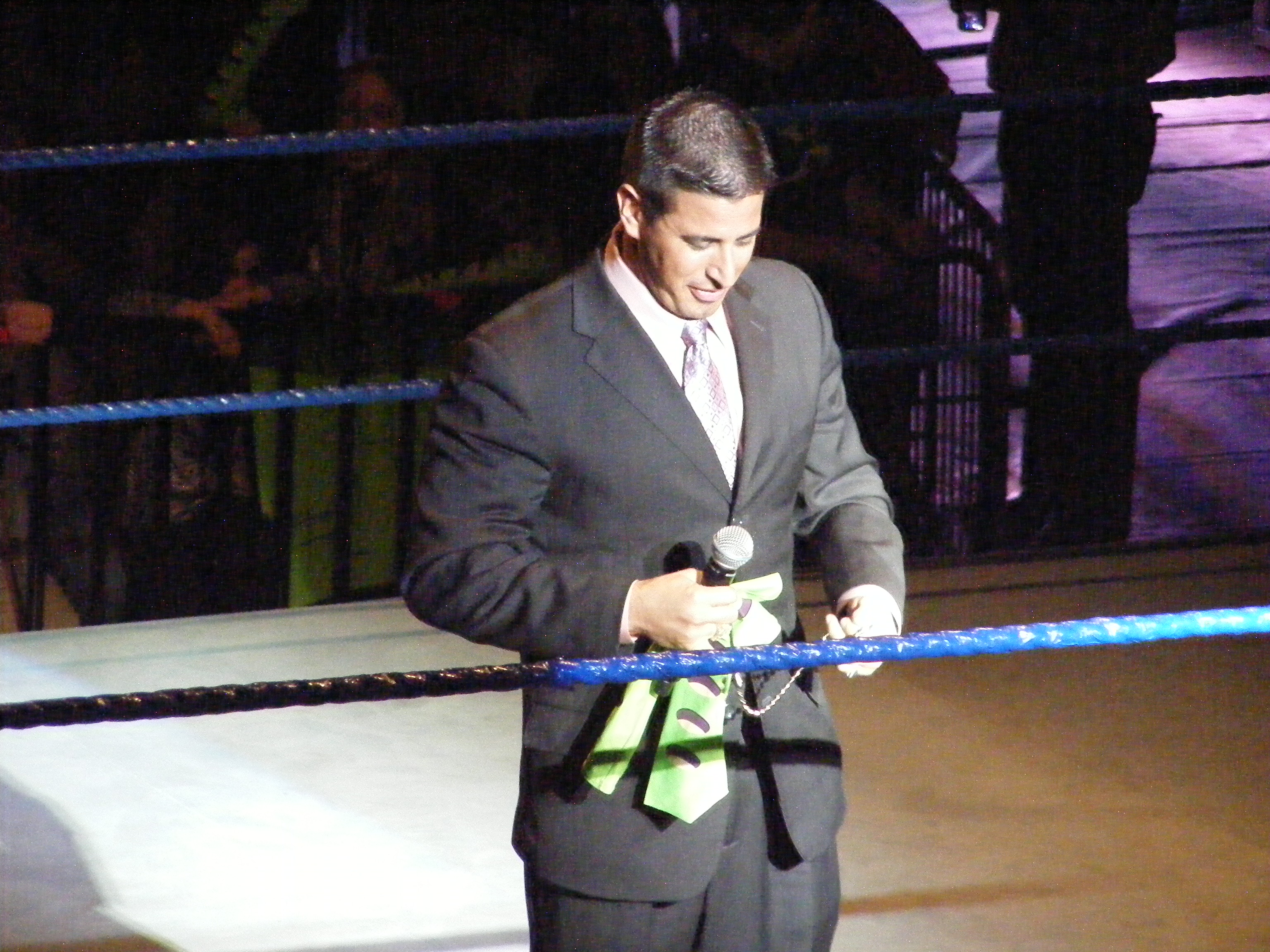
賈斯汀·羅伯斯

賈斯汀·羅伯斯（英語：Jutsin Roberts，1979年12月29日—），是世界摔角娛樂（WWE）旗下司儀，並在世界摔角娛樂節目WWE Raw中亮相。
在賈斯汀·羅伯斯的事業中，賈斯汀曾是世界摔角娛樂WWE Raw的擂台司儀，也主持過多次重要的付費賽事。